# Boris Pfeiffer
Boris Pfeiffer (* 21. Februar 1964 in Berlin) ist ein deutscher Autor und Theaterregisseur.

## Leben
Nach dem Abitur 1983 war er zuerst als Buchhändler und Antiquar tätig, bevor er 1986 Landschaftsplanung und Linguistik an der Technischen Universität Berlin studierte. 1990 wurde er als Statist an der Volksbühne Berlin engagiert, war jedoch später als Regieassistent am selbigen tätig. 1993 wechselte er als Regieassistent zum Hessischen Staatstheater Wiesbaden. Bevor er 1994 am Grips-Theater begann Stücke zu schreiben und Regie zu führen, war er noch als Autor und Theaterregisseur für das Stück Unter der Hungerleuchte (Musik und Spiel: Andreas Krämer) am Nationaltheater Mannheim tätig. Darauf folgten bis heute weitere Stücke im Kinder- und Jugendtheaterbereich. Zusammen mit Felix Huby brachte er das Jugendstück Ich knall euch ab!, auf Basis der Romanvorlage von Morton Rhue, auf die Bühne. Hierfür wurde er 2004 mit dem 1. Preis und den Publikumspreis des Kinder- und Jugendtheatertreffens NRW ausgezeichnet.
Zwischen 1998 und 2001 hat er ein 2. Studium an der Drehbuchakademie der Deutschen Film- und Fernsehakademie Berlin aufgenommen. Parallel war er als Aufnahmeleiter für verschiedene Produktionen des ZDF tätig und erstellte das Drehbuch zum Kurzfilm Drachenblut, welches auf dem 36. WorldFest-Filmfestival in Houston, Texas ausgezeichnet wurde. Zudem inszenierte er mehrere Stücke für das Schauspielhaus Zürich u. a. mit dem Schauspieler und Bühnenmusiker Andreas Krämer.
Seit 2003 ist er überwiegend als Autor für Romanserien im Kinder- und Jugendbuch-Bereich tätig, u. a. für die Detektivserie Die drei ??? Kids und der Abenteuerserie Das Wilde Pack, die er zusammen mit André Marx schreibt. Zusätzlich schreibt er auch die Dialogbücher für die Hörspiel-Adaption von Das Wilde Pack im Label USM. Seit 2009 ist er für die Übersetzung der italienischen Fußballserie Tor! von Luigi Garlando verantwortlich.
Seit 2017 schreibt er zusammen mit Marx die Kinderbuch-Serie Die wilden Freunde.
Er war Mitglied der Jury des Casimir-Kinderliteraturpreis 2024.

## Werke

### Theater
Boris Pfeiffer ist als Autor und Regisseur für verschiedene Theater-Häuser tätig.
| Stück                                                        | Uraufführung (Jahr) | Uraufführung (Theater)                   |
| ------------------------------------------------------------ | ------------------- | ---------------------------------------- |
| Liebster, ich spüre genau, daß ich wieder wahnsinnig werde … | 1992                | Freie Volksbühne Berlin                  |
| Unter der Hungerleuchte                                      | 1993                | Nationaltheater Mannheim                 |
| Bosana                                                       | 1994                | Grips-Theater                            |
| Eins auf die Fresse                                          | 1996                | Grips-Theater                            |
| Vor. Zurück. Zur Seite. Raus.                                | 1996                | Grips-Theater                            |
| Shak’n Shakespeare                                           | 1999                | Schauspielhaus Zürich                    |
| Schlag auf Schlag                                            | 2000                | Grips-Theater                            |
| Café Krematorium                                             | 2001                | Schauspielhaus Zürich                    |
| Für die Katz                                                 | 2003                | Sogar Theater Zürich                     |
| Ich knall euch ab!                                           | 2004                | Theater GegenStand Marburg               |
| Heinrich Heine Reloaded                                      | 2004                | Junges Theater Schauspielhaus Düsseldorf |
| Die Frau seines Lebens                                       | 2006                | Theater Neu-Ulm                          |
| Anfangs wollt ich fast verzagen                              | 2006                | Junges Theater Schauspielhaus Düsseldorf |
| Wehr dich, Mathilda!                                         | 2007                | Grips-Theater                            |
| Nenn mich einfach Axel                                       | 2009                | Junges Theater Schauspielhaus Düsseldorf |
| Krach im Bällebad                                            | 2010                | Grips-Theater                            |

### Bücher
| Titel | Typ                | Jahr      | Verlag                            |
| --- | ------------------ | --------- | --------------------------------- |
| Selbstorganisiertes Lernen als Arbeitsform in der Grundschule: Situative Frischkost nach 40 Jahren Arbeitsblatt-Didaktik                                                                         | Beitrag/Einführung | 2012      | Norderstedt                       |
| Ein Pony namens Buttermilch | 8-teilige Reihe    | 2003–2005 | Kosmos-Verlag                     |
| Die drei ??? Kids | Reihe              | seit 2005 | Kosmos-Verlag                     |
| Baby im Bauch? | Roman              | 2006      | Ravensburger Buchverlag           |
| Das Wilde Pack | 15-teilige Reihe   | 2007–2012 | Kosmos-Verlag                     |
| One Night Stand | Roman              | 2008      | Ravensburger Buchverlag           |
| Die Akademie der Abenteuer (1. Die Knochen der Götter, 2. Die Stunde des Raben, 3. Das Schiff aus Stein, 4. Das Erbe des Rings)                                                                  | Reihe              | seit 2010 | Meyers Bibliographisches Institut |
| Unsichtbar und trotzdem da! (1. Diebe in der Nacht, 2. Unter der Stadt, 3. Magier unter Verdacht, 4. Jagd in den Straßen, 5. Spur der Erpresser, 6. Schatz der Krokodile, 7. Pilot in der Falle) | Reihe              | seit 2011 | Kosmos-Verlag                     |
| Survivors (1. Die Flucht beginnt, 2. Das Riff der anderen, 3. In die Tiefe, 4. Die letzte Hoffnung)                                                                                              | Reihe              | seit 2021 | SchneiderBuch                     |